# Rudolf II (hrabia Stade)
Rudolf II (ur. 1110/1115, zm. 15 marca 1144) – hrabia Stade i Dithmarschen.

## Życiorys
Rudolf II był drugim synem margrabiego Marchii Północnej Rudolfa I oraz Ryszardy, córka Hermana ze Sponheim, burgrabiego Magdeburga. Jego starszy brat Lotar Udo IV został w 1128 margrabią Marchii Północnej, jednak już w 1130 zginął podczas walk z konkurującym o tę godność hrabią Ballenstedt Albrechtem Niedźwiedziem. Rudolf jednak nie otrzymał tej funkcji, mimo iż członkowie rodu hrabiów Stade sprawowali ją niemal nieustająco od czasów jego pradziada, Lotara Udona I. Rościł sobie jednak prawa do niej i posługiwał się tytułem margrabiego.
W 1135 odzyskał dobra rodowe ze Stade, był także hrabią Dithmarschen. Założył klasztor św. Jerzego w Stade. Konsekwentnie stał po stronie Welfów przeciwko Hohenstaufom: najpierw popierał cesarza Lotara z Supplinburga, a po jego śmierci Henryka Pysznego i następnie jego syna Henryka Lwa. Wraz z innymi stronnikami Welfów m.in. zdobył Lüneburg, splądrował Bremę, a także opanował dobra Albrechta Niedźwiedzia wspierającego Staufów. Zginął podczas powstania chłopów z Dithmarschen wywołanego próbą umocnienia władzy Rudolfa.
Jego żoną była Elżbieta, córka margrabiego Styrii Leopolda I. Zmarł bezpotomnie. Jedynym męskim przedstawicielem rodu ze Stade pozostał jego młodszy brat Hartwig, późniejszy arcybiskup Bremy. Dobra rodu ze Stade przejął potem ostatecznie Henryk Lew.